# Bomolocha perangulalis
Bomolocha perangulalis är en fjärilsart som beskrevs av Harvey 1875. Bomolocha perangulalis ingår i släktet Bomolocha och familjen nattflyn. Inga underarter finns listade i Catalogue of Life.